# Micropontica closta
Micropontica closta (лат.) — вид брюхоногих моллюсков из семейства клаузилиид (Clausiliidae) отряда стебельчатоглазых. Включен в Красную книгу Краснодарского края. Статус 3 — «Редкий». Категория: «Находящиеся в состоянии близком к угрожаемому».
Для данного вида моллюсков характерна веретеновидная раковина башневидного или цилиндрического типа. У раковины маленькое устье, имеющее округло-грушевидную форму. Характерные размеры моллюска: высота — 10—12,5 мм; ширина — 2,2—2,5 мм. Характерные размеры устья: высота — 1,8—2 мм; ширина — 1,4—1,7 мм.
Вид является эндемиком Западного Кавказа. Был обнаружен и исследован только на территории Черноморского побережья от окрестностей Мацесты до Нового Афона (Абхазия).
Типичным местом обитания являются известняковые скалы и осыпи. Характерные высоты обитания от 30 до 400 м над уровнем моря. Были обнаружены локальные скопления до 2—3 сотен особей, а также единичные экземпляры.
Для сохранения вида требуется его включение в перечень охраняемых объектов Сочинского национального парка и наблюдение за численностью.